# John Francis Sherrington
John Francis Sherrington (Leicester, 5 gennaio 1958) è un arcivescovo cattolico inglese, dal 5 aprile 2025 arcivescovo metropolita di Liverpool.

## Biografia
È nato il 5 gennaio 1958 a Leicester.

### Formazione e ministero sacerdotale
Dopo il liceo, frequentò l'Università di Cambridge, dove ha conseguito un master in matematica. In seguito lavorò come informatico. Decise in seguito di intraprendere gli studi ecclesiastici all'All Hallows College di Dublino, conseguendo il baccalaureato e la licenza in teologia morale presso la Pontificia Università Gregoriana di Roma.
È stato ordinato presbitero il 13 giugno 1987 dal cardinale Basil Hume.

### Ministero episcopale
Il 30 giugno 2011 papa Benedetto XVI lo ha nominato vescovo ausiliare di Westminster, assegnandogli contestualmente la sede titolare di Ilta. Ha ricevuto la consacrazione episcopale il 16 febbraio successivo, nella cattedrale di Westminster, dall'arcivescovo di Westminster Vincent Nichols, divenuto in seguito cardinale, co-consacranti l'arcivescovo emerito di Westminster Cormac Murphy-O'Connor e il vescovo di Nottingham Malcolm Patrick McMahon.
Il 28 settembre 2018 è stato ricevuto in udienza papale durante la visita ad limina insieme agli altri vescovi inglesi.
A livello internazionale, è membro dell'Overseas Seminary Committee. È anche un fiduciario del Pontifical Beda College, del Venerabile Collegio Inglese a Roma e del Royal English College a Valladolid, in Spagna.
Il 5 aprile 2025 papa Francesco lo ha promosso arcivescovo metropolita di Liverpool, succedendo a Malcolm Patrick McMahon, dimessosi per raggiunti limiti d'età. Il 27 maggio successivo ha preso possesso dell'arcidiocesi.

## Genealogia episcopale
- Cardinale Scipione Rebiba
- Cardinale Giulio Antonio Santori
- Cardinale Girolamo Bernerio, O.P.
- Arcivescovo Galeazzo Sanvitale
- Cardinale Ludovico Ludovisi
- Cardinale Luigi Caetani
- Cardinale Ulderico Carpegna
- Cardinale Paluzzo Paluzzi Altieri degli Albertoni
- Papa Benedetto XIII
- Papa Benedetto XIV
- Papa Clemente XIII
- Cardinale Marcantonio Colonna
- Cardinale Giacinto Sigismondo Gerdil, B.
- Cardinale Giulio Maria della Somaglia
- Cardinale Carlo Odescalchi, S.I.
- Cardinale Costantino Patrizi Naro
- Cardinale Serafino Vannutelli
- Cardinale Domenico Serafini, Cong. Subl. O.S.B.
- Cardinale Pietro Fumasoni Biondi
- Arcivescovo Filippo Bernardini
- Vescovo Franziskus von Streng
- Arcivescovo Bruno Bernard Heim
- Cardinale George Basil Hume, O.S.B.
- Cardinale Vincent Gerard Nichols
- Arcivescovo John Francis Sherrington